# Lo Simons
Lo Simons (Delft, 1 de enero de 1910 - Suecia, 23 de septiembre de 1956) fue un piloto de motociclismo holandés, que compitió en el Campeonato del Mundo de Motociclismo desde 1949 hasta su muerte en 1956. También fue múltiples veces campeón holandés de velocidad. Se alzó seis veces campeón holandés en 250cc (1946, 1947, 1948, 1950, 1951 y 1956) y cuatro en 350cc (1952, 1953, 1955 y 1956).

## Resultados
Sistema de puntuación en 1949: 
| Posición | 1  | 2 | 3 | 4 | 5 | Vuelta Rápida |
| Puntos   | 10 | 8 | 7 | 6 | 5 | 1             |

Sistema de puntuación 1950 hasta 1968
| Posición | 1 | 2 | 3 | 4 | 5 | 6 |
| Puntos   | 8 | 6 | 4 | 3 | 2 | 1 |

Los 5 mejores resultados se contaban hasta 1955.
(carreras en cursiva indica vuelta rápida)
| Año  | Cat.   | Equipo    | 1     | 2       | 3       | 4       | 5       | 6      | 7     | 8     | 9     | Pts. | Pos. |
| ---- | ------ | --------- | ----- | ------- | ------- | ------- | ------- | ------ | ----- | ----- | ----- | ---- | ---- |
| 1949 | 350cc  | Velocette | IOM - | SUI -   | NED -   | BEL 19  | ULS 18  | NAT -  |       |       |       | 0    | -    |
| 1950 | 350cc  | Velocette | IOM - | BEL -   | NED 17  | SUI -   | ULS -   | NAT -  |       |       |       | 0    | -    |
| 1951 | 350 cc | Velocette | ESP - | SUI -   | IOM -   | FRA -   | NED -   | BEL 23 | ULS - | NAT - |       | 0    | -    |
| 1952 | 125 cc | Mondial   |       | IOM -   | NED 6   |         | GER -   | ULS -  | NAT - | ESP - |       | 1    | 17.º |
| 1952 | 350 cc | Velocette | SUI - | IOM -   | NED -   | BEL 22  | GER -   | ULS -  | NAT - | ESP - |       | 0    | -    |
| 1952 | 500 cc | Gilera    | SUI - | IOM -   | NED Ret | BEL Ret | GER -   | ULS -  | NAT - | ESP - |       | 0    | -    |
| 1953 | 125cc  | Mondial   | IOM - | NED 6   |         | GER -   |         | ULS -  |       | NAT - | ESP - | 1    | 20.º |
| 1953 | 350cc  | Velocette | IOM - | NED 13  | BEL 21  |         | FRA -   | ULS -  | SUI - | NAT - | ESP - | 0    | -    |
| 1953 | 500cc  | Matchless | IOM - | NED 13  | BEL Ret |         | FRA -   | ULS -  | SUI - | NAT - |       | 0    | -    |
| 1954 | 350cc  | MV Agusta | FRA - | IOM -   | ULS -   | BEL 19  | NED -   | GER -  | SUI - | NAT - | ESP - | 0    | -    |
| 1954 | 500cc  | Matchless | FRA - | IOM -   | ULS -   | BEL -   | NED 15  | GER -  | SUI - | NAT - | ESP - | 0    | -    |
| 1955 | 350cc  | AJS       |       | FRA -   | IOM -   | GER -   | BEL -   | NED 9  | ULS - | NAT - |       | 0    | -    |
| 1955 | 500cc  | Matchless | ESP - | FRA -   | IOM -   | GER -   | BEL DNQ | NED -  | ULS - | NAT - |       | 0    | -    |
| 1956 | 125cc  | Mondial   | IOM - | NED 11  | BEL 8   | GER -   | ULS -   | NAT -  |       |       |       | 0    | -    |
| 1956 | 250cc  | NSU       | IOM - | NED 7   | BEL 5   | GER -   | ULS -   | NAT -  |       |       |       | 2    | 16.º |
| 1956 | 350cc  | Norton    | IOM - | NED 19  | BEL 21  | GER -   | ULS -   | NAT -  |       |       |       | 0    | -    |
| 1956 | 500cc  | Norton    | IOM - | NED Ret | BEL -   | GER -   | ULS -   | NAT -  |       |       |       | 0    | -    |